# Spirale

Rappresentazione grafica di una spirale

Una spirale, in matematica, è una curva che si avvolge attorno a un determinato punto centrale o asse, avvicinandosi o allontanandosi progressivamente, a seconda di come si percorre la curva.

## Spirali a due dimensioni
Una spirale a due dimensioni può essere descritta usando le
coordinate polari e imponendo che il raggio {\displaystyle r} sia una funzione continua e monotona di {\displaystyle \theta }.  Il cerchio sarebbe visto come un caso degenere (essendo la funzione non strettamente monotona, ma costante).
Alcuni dei tipi di spirali bidimensionali più importanti includono:
- La spirale archimedea: {\displaystyle r=a+b\theta }
- La spirale di Cornu o clotoide
- La spirale di Fermat: {\displaystyle r={\sqrt {\theta }}}
- La spirale iperbolica: {\displaystyle r=a/\theta }
- Il lituo: {\displaystyle r=1/{\sqrt {\theta }}}
- La spirale logaritmica: {\displaystyle r=ab^{\theta }}; approssimazioni di questa curva si ritrovano in natura.

### Lunghezza
Nota la funzione {\displaystyle r(\theta )} con la quale varia il modulo del vettore posizione, è possibile parametrizzare la curva nel piano {\displaystyle XY} con le coordinate polari {\displaystyle (x,y)=(r\cos {\theta },r\sin {\theta })}, e quindi svolgere l'integrale curvilineo per determinare la lunghezza {\displaystyle l} della curva {\displaystyle C=(r\cos {\theta },r\sin {\theta })}, in cui ricordiamo che {\displaystyle r=f(\theta )}:
{\displaystyle l=\int \limits _{\theta _{1}}^{\theta _{2}}|C'(\theta )|\mathrm {d} \theta .}
Derivando la funzione {\displaystyle C} abbiamo che
{\displaystyle C'(\theta )=(r'(\theta )\cos {\theta }-r(\theta )\sin {\theta },r'(\theta )\sin {\theta }+r(\theta )\cos {\theta }),}
e prendendone il modulo:
{\displaystyle |C'(\theta )|={\sqrt {(r'(\theta )\cos {\theta }-r(\theta )\sin {\theta })^{2}+(r'(\theta )\sin {\theta }+r(\theta )\cos {\theta })^{2}}}={\sqrt {r'^{2}(\theta )(\cos ^{2}{\theta }+\sin ^{2}{\theta })+r^{2}(\theta )(\cos ^{2}{\theta }+\sin ^{2}{\theta })}}={\sqrt {r'^{2}(\theta )+r^{2}(\theta )}}.}
Integrando quindi tra gli angoli {\displaystyle \theta _{1}} e {\displaystyle \theta _{2}} l'espressione trovata, che sarebbe il modulo della tangente alla curva spirale, si ottiene la lunghezza della curva stessa:
{\displaystyle l=\int \limits _{\theta _{1}}^{\theta _{2}}{\sqrt {r^{2}(\theta )+r'^{2}(\theta )}}\mathrm {d} \theta .}

## Spirali a tre dimensioni
Come nel caso bidimensionale, {\displaystyle r} è una funzione continua e monotona di {\displaystyle \theta }. Nel caso di spirali tridimensionali semplici la terza variabile, {\displaystyle h} (l'altezza) è una funzione continua e monotona di {\displaystyle \theta }, mentre nel caso di spirali tridimensionali composte, come la spirale sferica descritta sotto, {\displaystyle h} aumenta con {\displaystyle \theta } da un lato rispetto a un punto dato, e ne diminuisce dall'altro lato.
L'elica e il vortice possono essere visti come tipi di spirale tridimensionali.

### Spirale sferica
Una spirale sferica (lossodromia) è la curva su una sfera tracciata da una nave che viaggia da un polo a un altro mantenendo un angolo fisso (ma non un angolo retto) rispetto ai meridiani, cioè mantenendo la stessa direzione. La curva ha infinite rivoluzioni, con distanza decrescente man mano che si avvicina a ciascuno dei poli.

## Simbolismo
Le spirali compaiono come motivo ornamentale comune su pietra e ceramica già nella Preistoria. Esempi si possono trovare nella ceramica del Neolitico, ma anche nelle prime civiltà dell'Egitto, di Creta e della Cina. In Europa i motivi a spirale sono diffusi dalle culture megalitiche attraverso l'Età del Bronzo fino alla prima Età del Ferro, nonché tra i Celti e le tribù germaniche e compaiono anche sulla ceramica iberica.
Nella cultura minoica e di quella micenea, il significato della spirale è collegato a quello del labirinto e rimanda all'idea di energia e di evoluzione.
Le spirali trasmettono un'idea di infinito, ma possono anche avere lo scopo di scongiurare il male (apotropaico) o addirittura servire come simbolo tribale

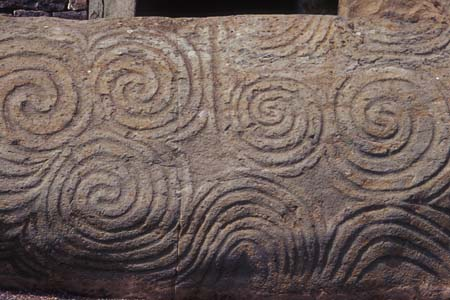
Newgrange – Pietra all'ingresso. Una tripla spirale (triscele), nella metà sinistra dell'immagine.
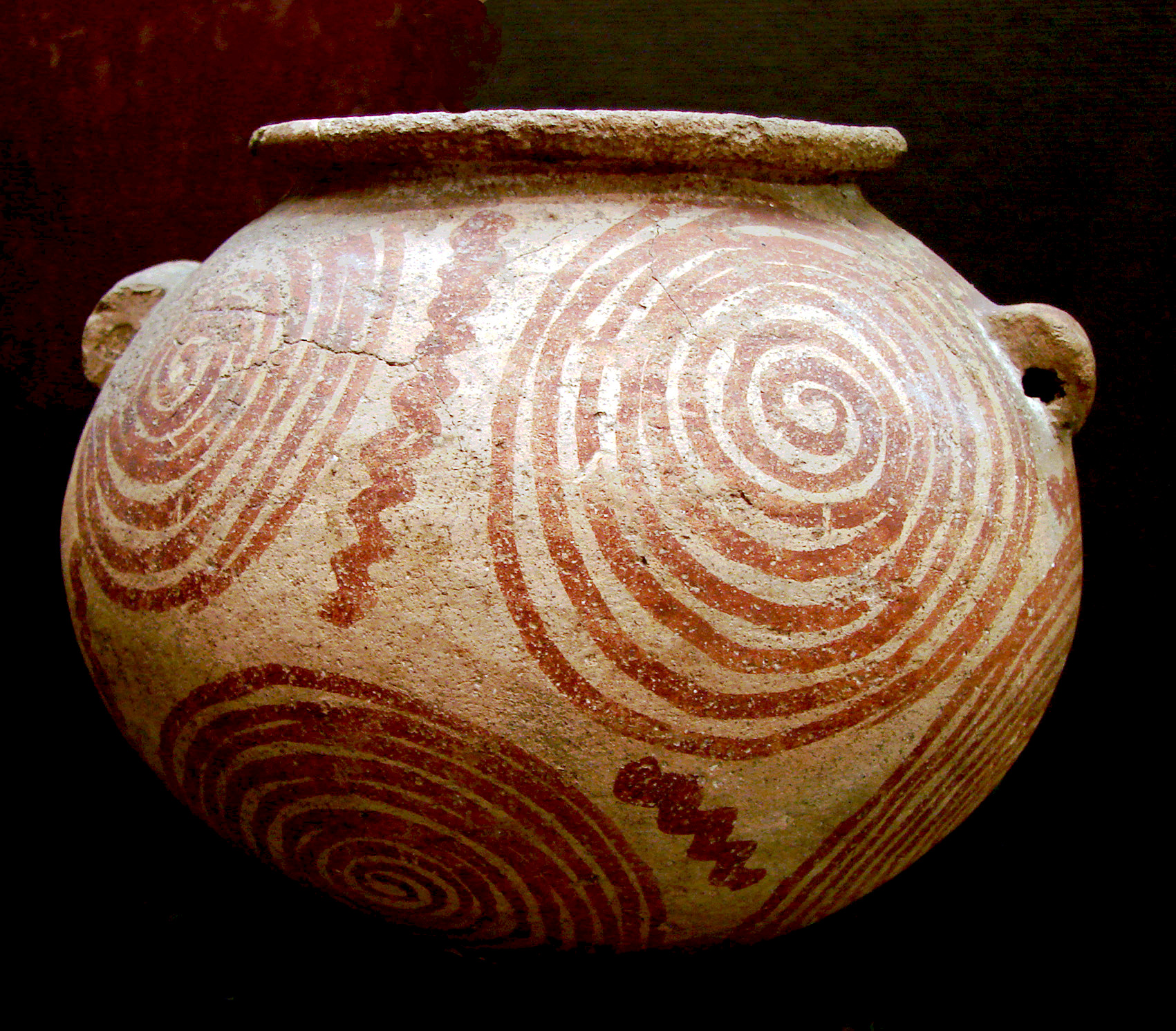
Vaso decorato a spirali del periodo egiziano Naqada II.
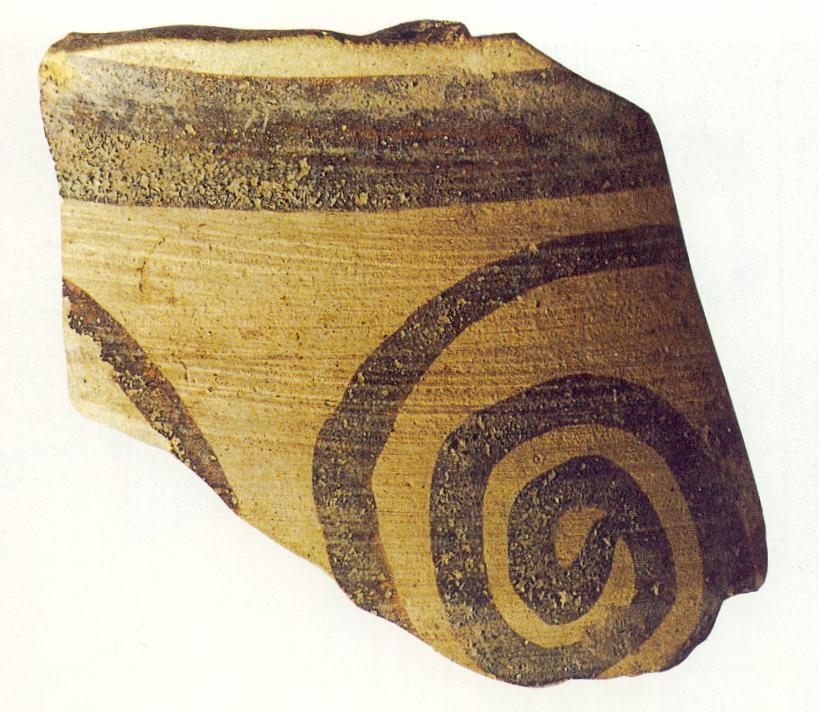
Frammento di vaso miceneo, da Ancona, conservato al Museo archeologico nazionale delle Marche.

Nel Dizionario massonico è indicato che la spirale "simboleggia l'esistenza dell'uomo e il suo ritorno all'origine...raffigura la potenza dinamica dell'universo, il G.A.D.U.". Essa rappresenta il percorso di fede massonico.